# Hisowanie
Hisowanie – technika napinania lin na starych żaglowcach, stosowana najczęściej w ostatniej fazie stawiania żagli. Nazywano ją też pompowaniem. Stosowana była wtedy, gdy załodze nie starczało sił, aby linę dalej ciągnąć, a trzeba było ją jeszcze dociągnąć i naprężyć.
Metoda polegała na tym, że kilku ludzi wisiało na linie, linę przekładało się przez nagielbank (kołkownicę) pod dość dużym kątem, następnych kilku ludzi ciągnęło jej wolny koniec z drugiej strony, a jeden czy dwóch ludzi naciągało pionowy odcinek liny rytmicznie w bok. Gdy ją puszczali, lina przesuwała się przez nagielbank, który spełniał tu rolę blokady i stopera. Czynność wymagała synchronizacji ruchów wszystkich marynarzy wymiennie napinających i luzujących linę po obu stronach kołkownicy. W czynności bardzo pomagała szanta "krótka szarpana". Hisowanie wyparły dopiero windy fałowe.